# Conférence préparatoire
 (mai 2025).

## Droit civil
En droit civil québécois, la conférence préparatoire est une réunion avant le procès qui peut être convoquée par le juge chargé de l'instruction pour discuter de mesures qui pourraient simplifier ou abréger l'instruction. Elle est prévue à l'article 179 du Code de procédure civile du Québec.

## Droit pénal
En droit pénal canadien, une conférence préparatoire est une rencontre avant le procès en présence d'un juge afin de « discuter des questions qui peuvent être résolues plus efficacement avant le début des procédures et de toute autre question semblable, et des mesures utiles en l’espèce ». Elle est prévue à l'article 625.1 du Code criminel.